# Abdó i Senén
Abdó i Senén (o Abdó i Senent) (? - c. 254), en diversos calendaris i martirologis antics Abdo, Abdus, i Sennes, Sennis, Zennen són reconeguts sants per l'Església Catòlica Romana, i la seua festa se celebra el 30 de juliol. A algunes localitats se celebra el 20 de març o el primer diumenge de maig.
Aquests sants, juntament amb sant Galderic, van ser els primers patrons dels llauradors i pagesos, especialment dels hortolans, des del segle xii. A partir del segle xvii, amb la influència cultural i política castellana, van ser progressivament substituïts per sant Isidre. Cal dir que també es troben arreu de la Mediterrània.
La seva popularitat a les terres de parla catalana fa que també rebin altres denominacions com sant Nin i sant Non, els sants de la Pedra o, a Mallorca, sant No i sant Ne.

## Llegenda
No se sap res sobre aquests sants excepte els seus noms, que van ser màrtirs, i que van ser soterrats un 30 de juliol en el cementeri de Pontianus vora la Via Portuensis. A causa d'aquesta falta de coneixement sobre ells i la manca de proves de la seva existència real, ja no estan inclosos al calendari catòlic romà de sants que es commemora litúrgicament en tot el món tot i que se'n permet el culte als llocs on és tradicional.
Les seues cròniques, escrites majoritàriament abans del segle ix, i el beat Jaume de Voràgine a la seva Llegenda Àuria, els descriuen com a prínceps perses i cavallers principals que, com a cristians, s'ocupaven d'enterrar els cossos dels qui amb la seva mort havien assolit la vida eterna.
L'emperador Deci ordenà capturar-los l'any 247 d.C. i els retingué amb altres presoners perses abans d'entrar solemnement a Roma. Un cop a la ciutat, va fer que Claudi, pontífex del Capitoli, intentés convèncer Abdó i Senén perquè adoressin els ídols. No obstant això, ells, amb fermesa, respongueren que només reconeixien Jesucrist com a Déu i que a Ell havien ofert el sacrifici de les seves vides.
En represàlia, van ser cruelment fuetejats amb plomades i, un cop despullats, foren conduïts a l'amfiteatre, on els deixaren a mercè de tres lleons i quatre ossos. No obstant això, les feres, en lloc d'atacar-los, es postraren als seus peus, encerclant-los i protegint-los. El jutge Valerià, considerant aquest fet un acte de màgia, ordenà la seva execució immediata. Van ser traslladats davant una imatge del Sol, on finalment foren degollats. El seu martiri tingué lloc l'any 250 d.C.

## Devoció
Es diu que els seus cossos van ser enterrats per un subdiaca anomenat Quirí i, durant el regnat de Constantí, traslladats al cementiri de Poncià, situat prop de les portes de Roma. Un fresc descobert al sarcòfag que conté les seves restes els representa rebent corones de mans de Crist. Segons Martigny, aquest fresc data del segle vii.
En l'indret on es diu que van ser enterrats s'hi construí una basílica. Des d'allà el culte va arribar a Orient, Itàlia, França i a la península Ibèrica, on foren patrons de confraries d'hortolans. Se'ls va pintar en obres com el retaule de Jaume Huguet i se'n van escriure i cantar goigs, obres de teatre i tragèdies rosselloneses. A Sueca i Cullera, hi ha dos santuaris.

## Relíquies
A Roma, les restes dels sants són venerades a la basílica de Sant Marc, prop del Capitoli. Els bol·landistes van afirmar que aquestes eren les úniques restes autèntiques, desmentint les pretensions d'altres llocs. Tot i això, diverses ciutats reclamen la possessió dels seus cossos: al monestir de Saint-Médard de Soissons es diu que hi són des del segle vii, i Florència també en reivindica la custòdia.
També són venerats a Arles (el Vallespir) almenys des de finals del segle x, quan les seves relíquies es van dipositar en un sarcòfag paleocristià de marbre blanc del segle v. Segons una tradició local, l'abat Arnulf va traslladar-ne els cossos des de Roma fins a l'abadia de Santa Maria d'Arles, un episodi que queda representat en el retaule de sant Abdó i Senén, obra de Jaume Huguet (1460). L’anomenada Santa Tomba d’Arles es va convertir en un important centre de pelegrinatge durant l’edat mitjana.
- Cripta dels sants Abdó i Senén a San Marco in Campidoglio de Roma, amb les relíquies dels sants a l'altar.
- La Santa Tomba a Arles, d'on raja aigua cada 30 de juliol.

## Iconografia
Se'ls representa formant parella, vestits amb indumentària que correspon al seu origen noble. A vegades poden anar vestits com a soldats. Els seus atributs varien bastant, però un dels més constants és l'espasa amb què van ser decapitats. També acostumen a portar corona i ocasionalment una gorra frígia (en relació amb el seu suposat origen persa) o la palma característica dels màrtirs cristians.

### Obres
- Pintures murals de l'absis de la capella de Berzé-la-Ville (segle xii).
- Altar major de la catedral de Parma (segles xii-xiii).
- Reliquier de Sant Abdó i Sant Senén, de la Confraria dels hortolans del Portal de Sant Antoni, després de Barcelona, amb un calze donat el 1410 pel canonge i rector de la basílica de Santa Maria del Pi, Felip de Malla. Conservat al Reial Monestir de Sant Pere de les Puel·les (MUHBA, 1411).
- Retaule dels sants Abdó i Senén de Jaume Huguet (1460), conservat a l'església de Sant Pere de Terrassa.
- Taula procedent de l'església de Sant Miquel de Montblanc conservada al Museu Diocesà de Tarragona i atribuïda a Joan de Rua (Mestre de Cervera) (segle xv)
- Bustos reliquier de Sant Abdó i Sant Senén (MUHBA, segle xvii). Possiblement fets el 1610, provinents de la basílica de Santa Maria del Pi o relacionat amb ella.
- Retaule a l'església de Sant Ponç de Prades (segle xvii)
- Retaule de Sant Abdó i Sant Senén, obra de Llàtzer Tramulles, conservat a l'Abadia de Santa Maria d'Arles.